# Кузьо, Тарас
Тарас Кузьо или Кузио (англ. Taras Kuzio; род. 1958, Галифакс, Великобритания) — британский и канадский доктор политологии украинского происхождения, специалист по истории и политике СССР, России и Украины, советолог, автор научных статей по национализму и геополитике. Профессор Киево-Могилянской Академии и сотрудник аналитического центра «Общество Генри Джексона».

## Биография
Тарас Кузьо учился в Сассекском (бакалавриат по экономике), Лондонском (магистр советских и восточноевропейских исследований) и Бирмингемском (PhD по политологии) университетах. Проходил постдокторантуру в Йельском университете. После этого работал в Украинском пресс-агентстве в Великобритании.
Был научным сотрудником Центра трансатлантических отношений (ЦТО) Школы фундаментальных международных исследований имени Пола Генри Нитце (ШФМИ) при Университете Джонса Хопкинса, старшим научным сотрудником Кафедры украиноведения Торонтского университета, приглашённым старшим научным сотрудником Центра славистических исследований Хоккайдского университета в Японии.
Также был приглашённым профессором в Институте европейских, российских и евразийских исследований при Школе международных дел им. Эллиотта, Университета Джорджа Вашингтона и старшим научным сотрудником в Центре российских и восточноевропейских исследований при Бирмингемском университете. Тарас Кузьо был политическим консультантом американского, канадского и японского правительств, а также юридическим и деловым консультантом по юридическим и экономическим вопросам.

## Политические взгляды
В ноябре 2022 года Тарас Кузьо призвал Запад ответить на военные преступления Армении против Азербайджана.

## Санкции
В 2022 году Тарасу Кузьо был запрещен въезд в Россию.